# Hidreto de silício
Hidreto de silício pode se referir a qualquer um dos compostos abaixo. Os hidretos de silício são precursores-chave para nanopartículas de silício e silício de grau eletrônico e solar, e são usados em várias outras aplicações.
- Silanos, SinH2n+2
  - Disilano, Si2H6
  - Silano, SiH4
  - Trisilano, Si3H8
  - Tetrasilano, Si4H10
- Silenos, SinH2n
  - Disileno, Si2H4
- Silynos, SinH2n-2
  - Disilyno, Si2H2
- Hexasilabenzeno, Si6H6
- Hexasilaprismano, Si6H6